# The Awful Truth (film)
The Awful Truth is een Amerikaanse filmkomedie uit 1937 onder regie van Leo McCarey. Het scenario is gebaseerd op het gelijknamige toneelstuk uit 1923 van de Amerikaanse auteur Arthur Richman. Destijds werd de film in Nederland uitgebracht onder de titel Die verduivelde waarheid.

## Verhaal
Jerry en Lucy Warriner bedriegen elkaar al een tijdlang en ze besluiten om te scheiden. Lucy krijgt het hoederecht over hun hond, maar Jerry mag zijn huisdier nog steeds bezoeken. Jerry wil hertrouwen met de miljonairsdochter Barbara Vance en Lucy met de oliebaron Daniel Leeson. Al tijdens de echtscheiding willen ze elkaars trouwplannen dwarsbomen.

## Rolverdeling
| Acteur           | Personage       |
| ---------------- | --------------- |
| Irene Dunne      | Lucy Warriner   |
| Cary Grant       | Jerry Warriner  |
| Ralph Bellamy    | Daniel Leeson   |
| Alexander D'Arcy | Armand Duvalle  |
| Cecil Cunningham | Tante Patsy     |
| Molly Lamont     | Barbara Vance   |
| Esther Dale      | Mevrouw Leeson  |
| Joyce Compton    | Dixie Belle Lee |
| Robert Allen     | Frank Randall   |
| Robert Warwick   | Mijnheer Vance  |
| Mary Forbes      | Mevrouw Vance   |

## Prijzen en nominaties
| Jaar | Prijs  | Categorie                  | Genomineerde(n)   | Uitslag     |
| ---- | ------ | -------------------------- | ----------------- | ----------- |
| 1937 | Oscars | Beste film                 | Columbia Pictures | Genomineerd |
| 1937 | Oscars | Beste regie                | Leo McCarey       | Gewonnen    |
| 1937 | Oscars | Beste vrouwelijke hoofdrol | Irene Dunne       | Genomineerd |
| 1937 | Oscars | Beste mannelijke bijrol    | Ralph Bellamy     | Genomineerd |
| 1937 | Oscars | Beste bewerkte scenario    | Viña Delmar       | Genomineerd |
| 1937 | Oscars | Beste montage              | Al Clark          | Gewonnen    |